# Torre dei Modenesi (Nonantola)

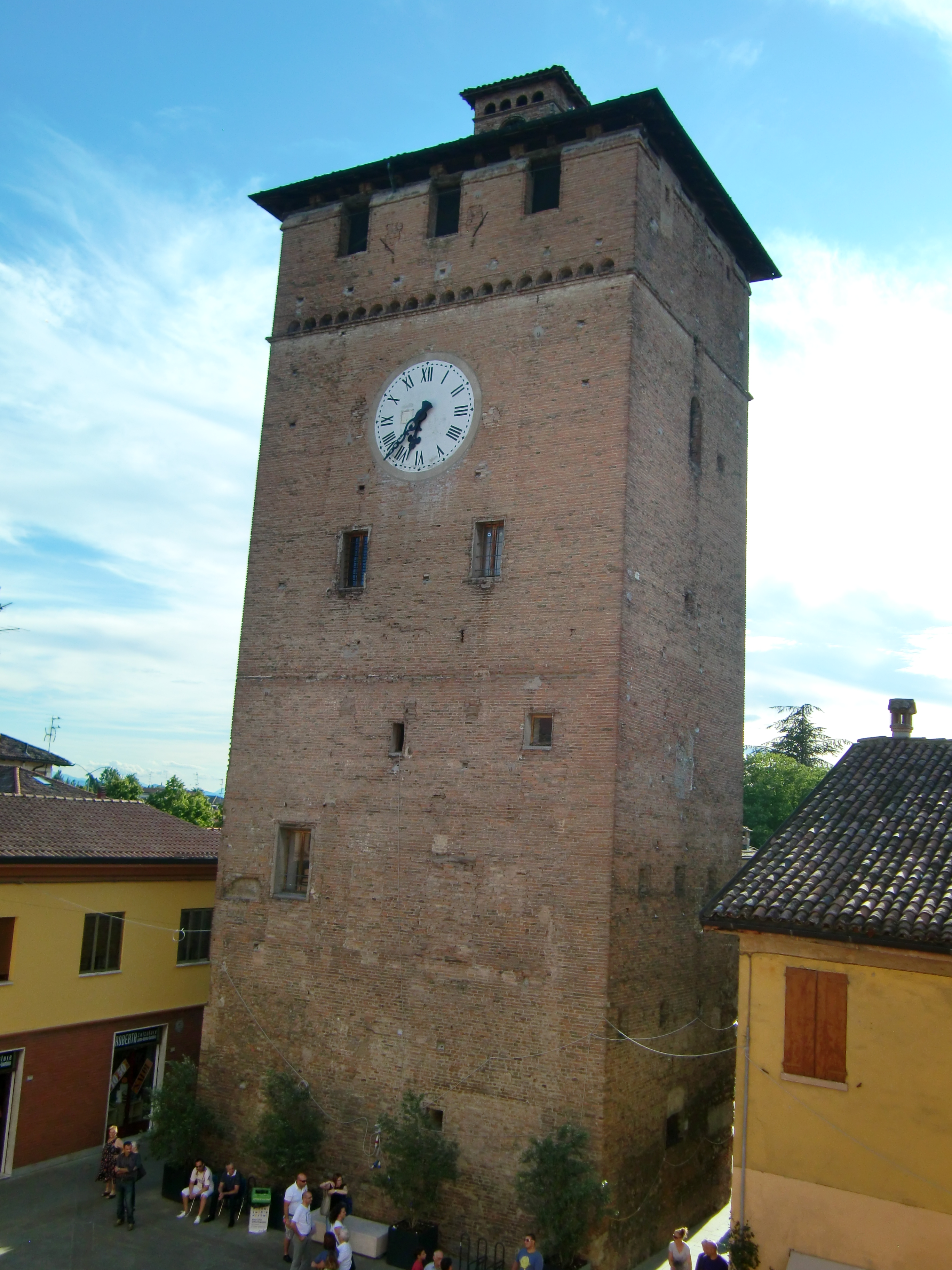
Torre dei Modenesi in Nonantola im Jahre 2011

Die Torre dei Modenesi oder Torre dell’Orologio oder Torre vecchia ist ein Festungsturm aus dem 13. Jahrhundert im historischen Zentrum der Stadt Nonantola in der italienischen Region Emilia-Romagna. Der mittelalterliche Turm bildete einen Teil der Befestigung der Siedlung. Heute liegt er in der Via Roma im westlichen Teil des Stadtzentrums.

## Geschichte
Der Ursprung des Turmes liegt im Jahr 1261, als der Rektor der Abtei Nonantola infolge eines Händels mit der Stadt Modena zeitweise die Macht über die Siedlung Nonantola verlor und eine Garnison Soldaten aus Modena unterbringen musste.

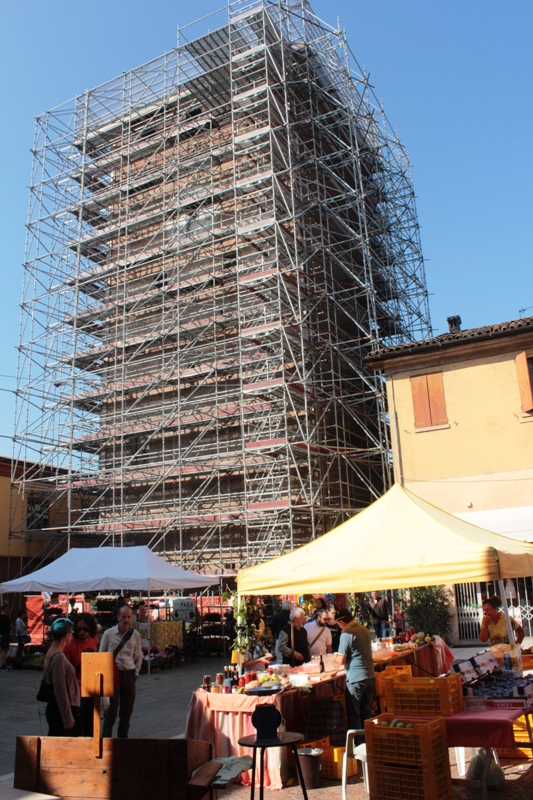
Die Torre dei Modenesi 2016 mit Sicherheitsabstützung nach dem Erdbeben in Norditalien 2012

Die Torre dei Modenesi war die wichtigste Befestigung von Nonantola, sodass schon im 16. Jahrhundert die umgebenden Befestigungsanlagen erweitert wurden: Man baute ein unabhängiges Ravelin mit Zugbrücke zum Schutz des Zugangs zum Turm und zum Tor der Siedlung.
Vom 17. Jahrhundert an war der Turm ein Gefängnis; das Wachhaus wurde 1623 errichtet.
Die Befestigungsmauern der Siedlung wurden in den Jahren zwischen 1920 und 1925 geschleift: Der verbleibende Turm stand so nach dem Abriss der umgebenden Gebäude und des alten Tores vollkommen isoliert. Im selben Jahrhundert wurde der Torre dei Modenesi zu einer Wohnstatt für arme Leute und ein Luftschutzkeller während des Zweiten Weltkrieges, später fanden in ihm zunehmend auch Kulturveranstaltungen statt.
Beim Erdbeben in Norditalien 2012 wurde der Turm beschädigt und musste mit einem Metallkäfig gegen Einsturz gesichert werden. Die Arbeiten zur Restaurierung und Herstellung der Erdbebensicherheit, die 800.000 Euro kosteten, begannen im Oktober 2016 und wurden im April 2017 mit der Befreiung von dem Stützgerüst abgeschlossen.
2015 nahmen die Torre dei Modenesi und die benachbarte Torre dei Bolognesi, in dem das Stadtmuseum untergebracht ist, an der Kulturinitiative Wiki Loves Monuments Italien teil.

## Beschreibung
Der Turm ist 30,5 Meter hoch und hat einen rechteckigen Grundriss von 10,7 Metern × 9,63 Metern. Er hat fünf oberirdische Stockwerke. Die Fassaden aus Mauerziegeln kulminieren in quadratischen, guelfischen Zinnen. Der Turm hat ein Dach, unter dem der Glockenstuhl angebracht ist, in dem die Glocke der Stadt hängt. Die Westfassade zeigt eine Turmuhr, die um das 16. Jahrhundert herum angebracht wurde, wogegen die Ostfassade durch eine Nische gekennzeichnet ist, in der die Madonna col Bambino (deutsch Mutter (Maria) mit Kind) steht, die der Maler Romano Buffagni 1980, inspiriert von dem benachbarten Fresko aus dem 16. Jahrhundert, schuf.